# Vaida Sipavičiūtė
Vaida Ruseckienė, née Vaida Sipavičiūtė le 6 novembre 1985 à Kaunas (Lituanie), est une joueuse de basket-ball lituanienne de 1,91 m évoluant au poste d'intérieure.

## Biographie

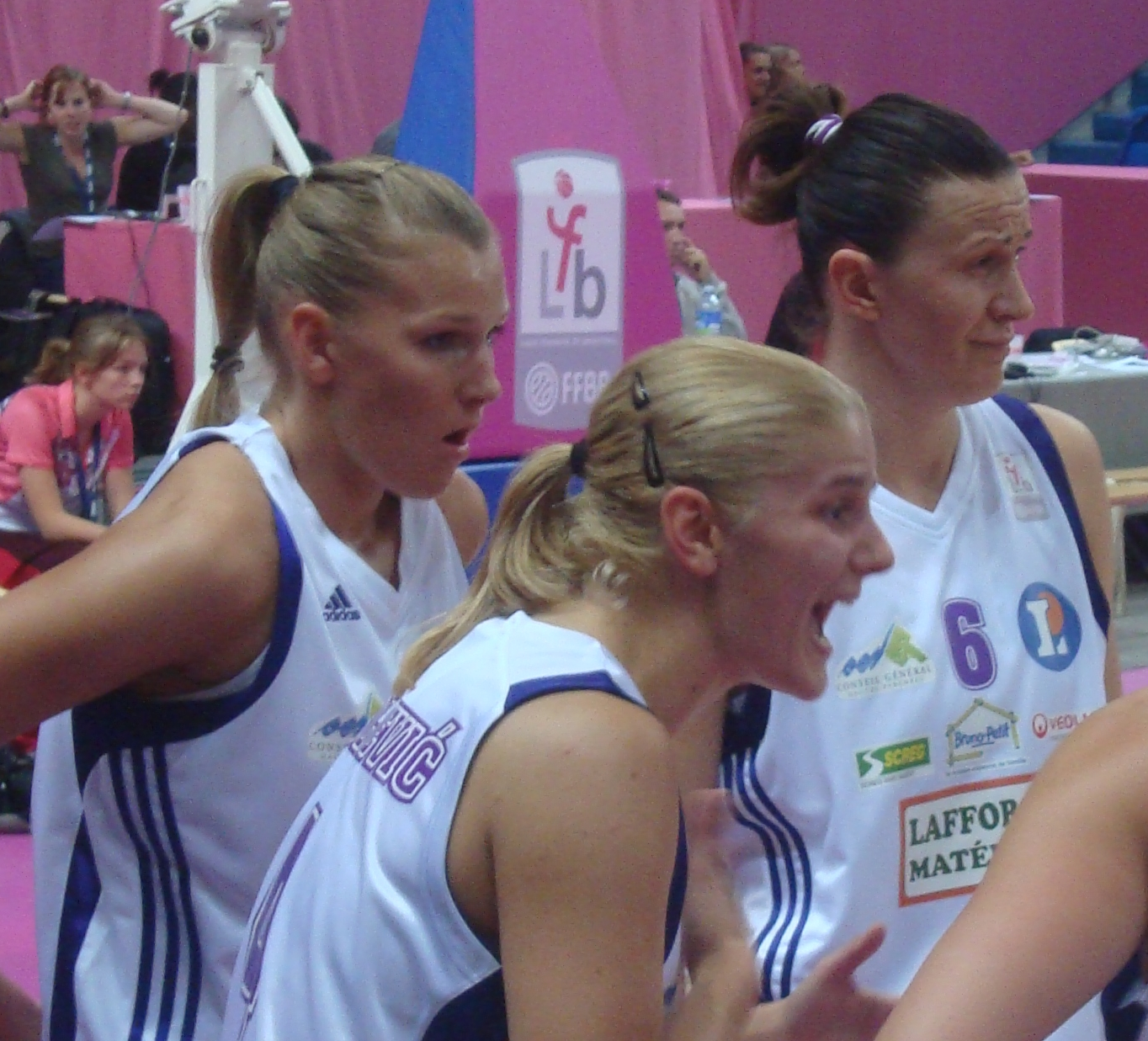
Vaida Sipavičiūtė (à gauche).

Après être passé par Patterson School, elle rejoint l'université de Syracuse où elle évolue dans le National Collegiate Athletic Association avec l'équipe de Orange de Syracuse. Avec les Orange, elle obtient des statistiques de premier ordre (16,3 points, 2,3 contres par match). Avec Syracuse, elle marque jusque 41 points face à Colgate. En 116 matchs, elle effectue 234 contres (deuxième meilleur total historique de son université) et marque 1 180 points (11e marqueuse). Elle obtient un diplôme « information management and technology ».
Internationale lituanienne, elle dispute en 2010 les qualifications pour l'Euro 2011. Elle a joué en 2005 l'euro des moins de 20 ans.
Recrutée par Tarbes pour la saison 2011, elle avait mené la vie dure à son futur club avec le Szeviep Szeged en Euroligue: 22 points, 9 rebonds sur le parquet tarbais, puis 16 points, 12 rebonds à Szeged, sur une moyenne dans cette compétition de 15,6 points, 6,4 rebonds en 33 minutes de jeu. Peu à l'aise, elle est coupée à mi-saison et rejoint le club italien de Faenza.

## Parcours
- 2005-2008 : Université de Syracuse (NCAA)
- 2008-2009 : Arras Pays d’Artois Basket Féminin (LFB)
- 2009-2010 : Szeviép Szeged (Hongrie)
- 2010-2011 : Tarbes (LFB)
- 2010-2011 : Faenza (Italie)
- 2011-2012 : VIČI-Aistės Kaunas (Lituanie)
- 2018-2019 : Aistės-LSMU Kaunas (Lituanie)